# Galerie Vivienne
Die Galerie Vivienne ist eine überdachte Ladenpassage mit Glasdach aus der ersten Hälfte des 19. Jahrhunderts im 2. Arrondissement in Paris. Die Galerie Vivienne ist ein schützenswertes Denkmal (monument historique).

## Lage
Die Galerie Vivienne befindet sich zwischen Rue des Petits Champs Nr. 4, der Rue de la Banque Nr. 5-7 und der Rue Vivienne Nr. 6 in einem gemischten Wohn- und Geschäftsviertel in der Nähe der alten Nationalbibliothek. Bourse ist die nächste Metrostation der Linie 3, die Paris vom Osten nach Westen durchquert.
Weitere Passagen befinden sich in ihrer Nähe: Galerie Colbert (2. Arrondissement), Passage Bourg-l’Abbé (2. Arrondissement) und Passage du Grand-Cerf (2. Arrondissement).

## Geschichte
Die Galerie Vivienne wurde 1823 im Auftrag des Präsidenten der Notarkammer Marchoux erbaut und ist durch einen Verbindungsgang mit der kurz danach entstandenen Galerie Colbert verbunden. Sie ist 170 m lang und 3 m breit. Der Architekt François-Jacques Delannoy entwarf ein Dekor im klassizistischen Stil mit pompeijanischer Malerei, Bodenmosaiken und Spiegel bzw. Fensterfronten, die den Raumeindruck verstärken.
Im Jahr 1826 wurde die Galerie unter dem Namen Galerie Marchoux eröffnet, aber bald danach in Galerie Vivienne umbenannt. Die attraktiven Geschäfte (Schuhmacher, Weinhandlung, Buchhandlung, Schneider u. a. m.) und die Lage in der Nähe des viel frequentierten Palais Royal sorgten für großen Kundenandrang. Erst der Bau der großen Kaufhäuser bei der Pariser Oper und an der Madeleine verursachten in der Mitte des 19. Jahrhunderts den Niedergang der Passagen und ebenso der Galerie Vivienne.

## Heutiger Zustand
Nach der Renovierung der Passage in den 1980er Jahren sind neue und attraktive Geschäfte wie die Modeschöpfer Jean-Paul Gaultier und Yuki Torii in die Galerie Vivienne eingezogen. Die Galerie ist gut frequentiert und bietet mit den Restaurants ein vielfältiges Angebot für die Besucher.

Eindrücke vom Inneren der Galerie
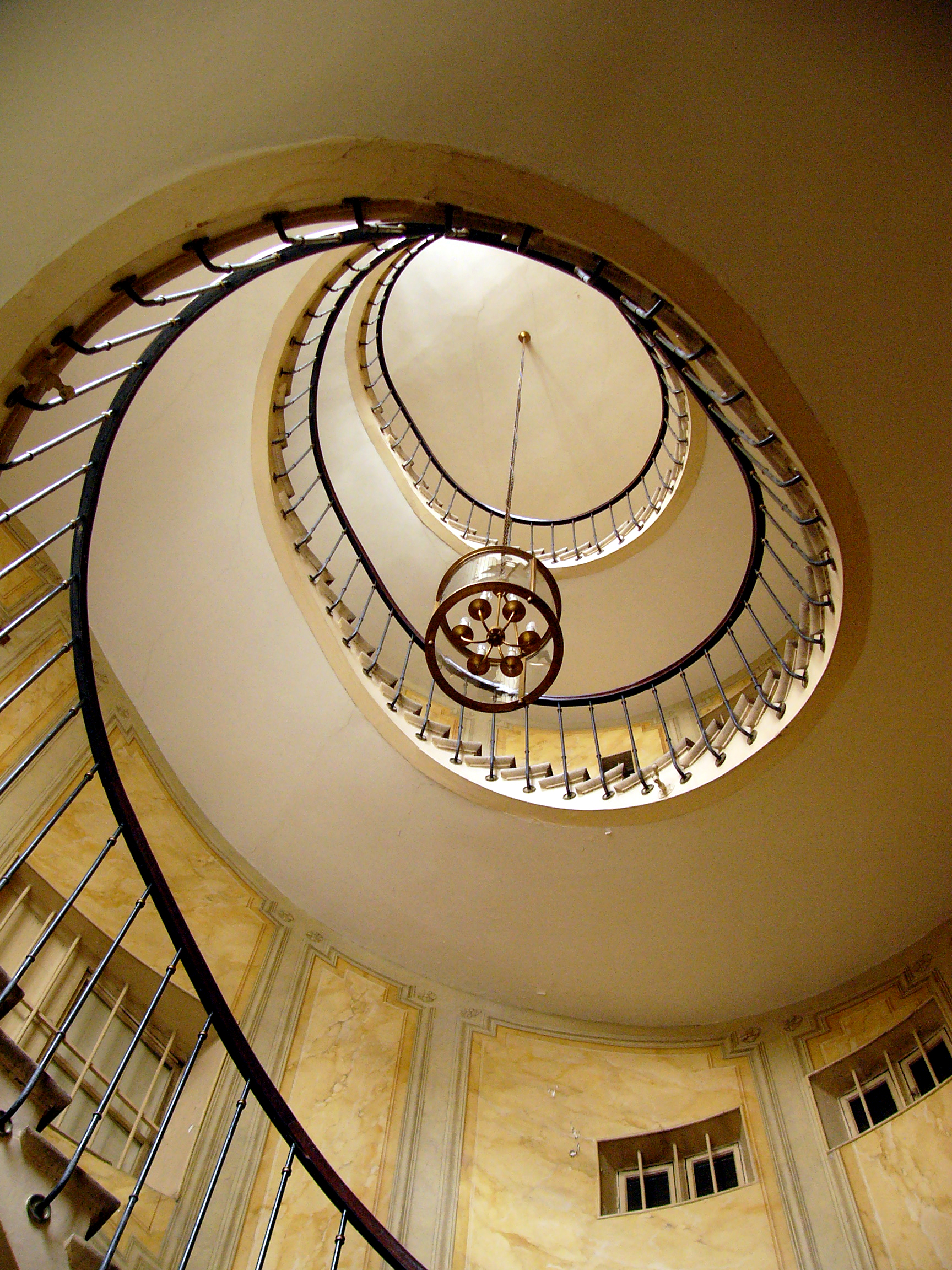
Treppe in der Galerie Vivienne
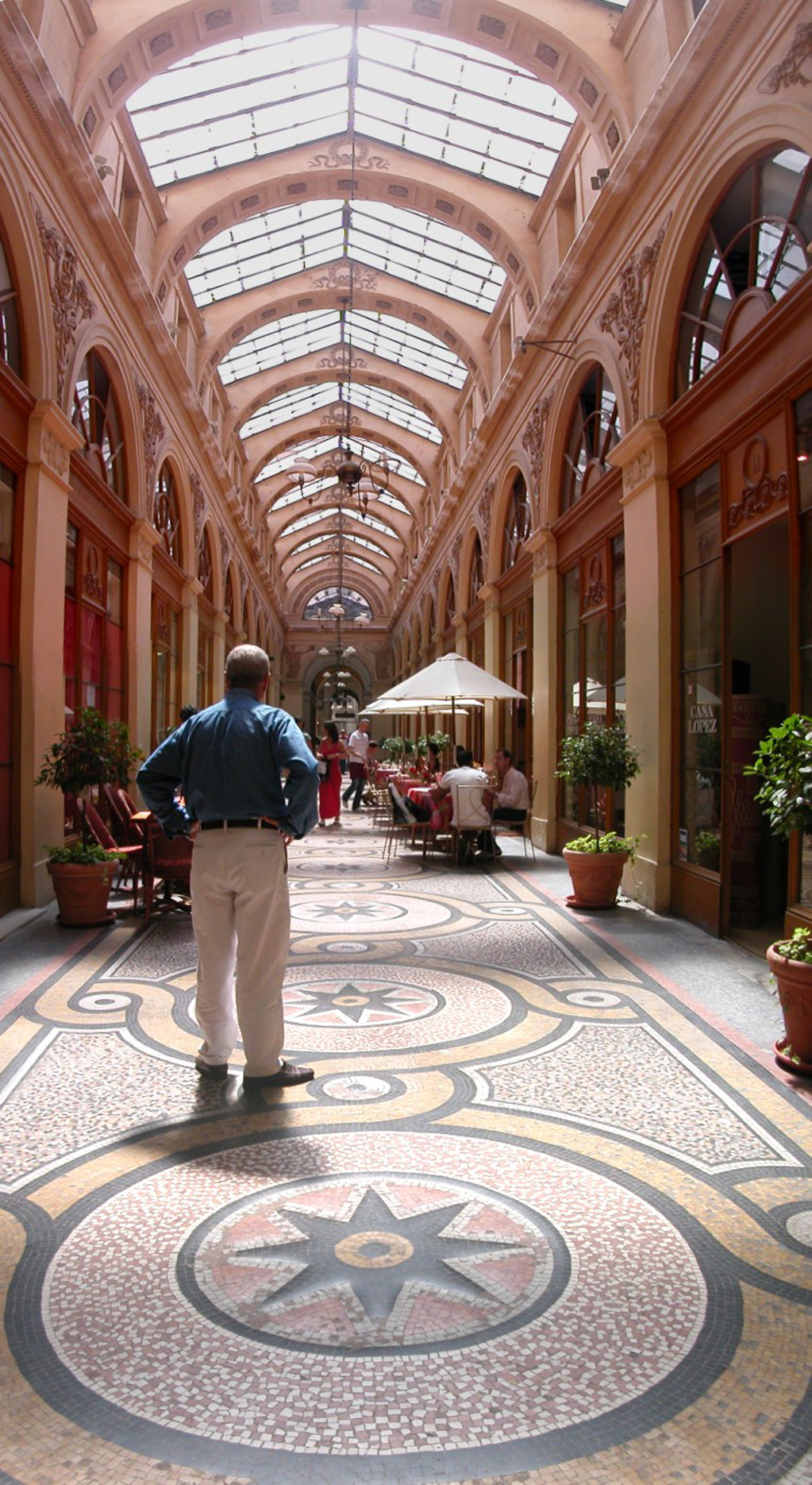
Galerie Vivienne
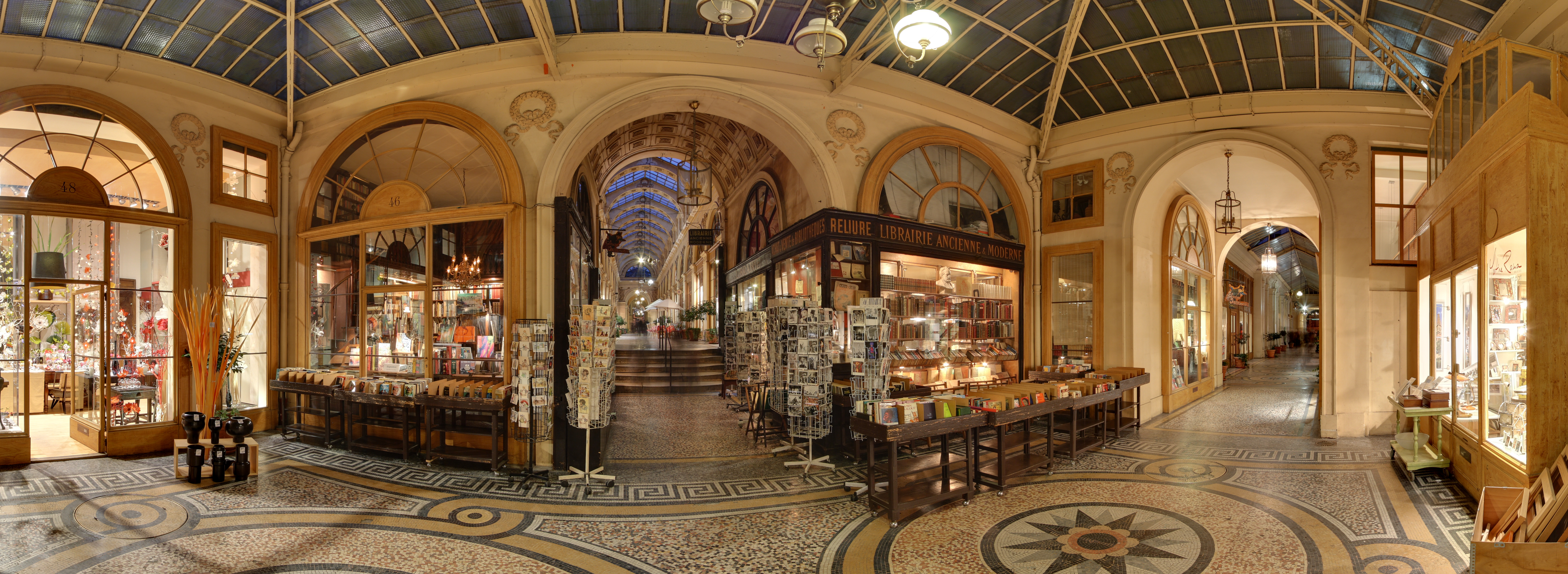
Panorama der Galerie Vivienne